# Шель-Дебат
Шель-Деба́т (фр. Chelle-Debat, окс. Shèla Devath) — коммуна во Франции, находится в регионе Юг — Пиренеи. Департамент — Верхние Пиренеи. Входит в состав кантона Пуйастрюк. Округ коммуны — Тарб.
Код INSEE коммуны — 65142.

## География

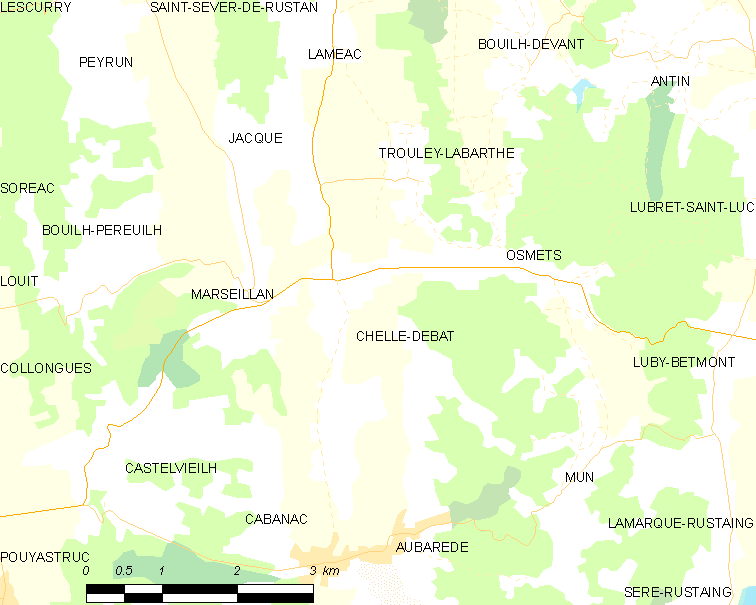
Карта коммуны

Коммуна расположена приблизительно в 640 км к югу от Парижа, в 105 км западнее Тулузы, в 16 км к северо-востоку от Тарба.
Коммуна расположена в местности Бигорр. По территории коммуны протекает река Аррос.

## Климат
Климат умеренно-океанический с солнечной тёплой погодой и обильными осадками на протяжении практически всего года.

## Население
Население коммуны на 2010 год составляло 212 человек.
| 1962 | 1968 | 1975 | 1982 | 1990 | 1999 | 2010 |
| ---- | ---- | ---- | ---- | ---- | ---- | ---- |
| 173  | 157  | 162  | 174  | 189  | 207  | 212  |

## Администрация
| Период | Период | Фамилия         | Партия | Примечания |
| ------ | ------ | --------------- | ------ | ---------- |
| 2001   | 2014   | Франсис Куртьяд |        |            |
| 2014   | 2020   | Кристин Сальер  |        |            |

## Экономика
В 2010 году среди 135 человек трудоспособного возраста (15-64 лет) 103 были экономически активными, 32 — неактивными (показатель активности — 76,3 %, в 1999 году было 64,5 %). Из 103 активных жителей работали 97 человек (55 мужчин и 42 женщины), безработных было 6 (1 мужчина и 5 женщин). Среди 32 неактивных 9 человек были учениками или студентами, 9 — пенсионерами, 14 были неактивными по другим причинам.

## Достопримечательности
- Церковь Св. Мартина (XIX век)